# Phthoa brasiliensis
Phthoa brasiliensis är en insektsart som beskrevs av Salvador de Toledo Piza Júnior 1938. Phthoa brasiliensis ingår i släktet Phthoa och familjen Diapheromeridae. Inga underarter finns listade i Catalogue of Life.